# 里見泰男
里見 泰男（さとみ やすお、1925年11月10日 - 2010年10月24日）は、日本の経営者。大成建設社長を務めた。

## 来歴・人物
神奈川県出身。1950年に早稲田大学理工学部工業経営学科を卒業し、同年に大成建設に入社。1979年6月に取締役に就任し、1981年1月に常務、1983年6月に専務を経て、1984年11月に副社長に就任し、1985年6月には社長に昇格。1993年6月に副会長に就任し、1994年6月に取締役相談役に就任。
2010年10月24日に急性心不全のために死去。84歳没。